# Nodelandsheia
Nodelandsheia este o localitate din comuna Songdalen, provincia Vest-Agder, Norvegia, cu o suprafață de 0,5 km² și o populație de 1.329 locuitori (2013).